# Torre Littoria
La Torre Littoria es el edificio residencial más alto de la ciudad de Turín, Italia, y uno de los edificios más destacados del racionalismo italiano. Está situada en el centro de la ciudad, en la Via Giovanni Battista Viotti, a pocos pasos de la Piazza Castello.

## Historia

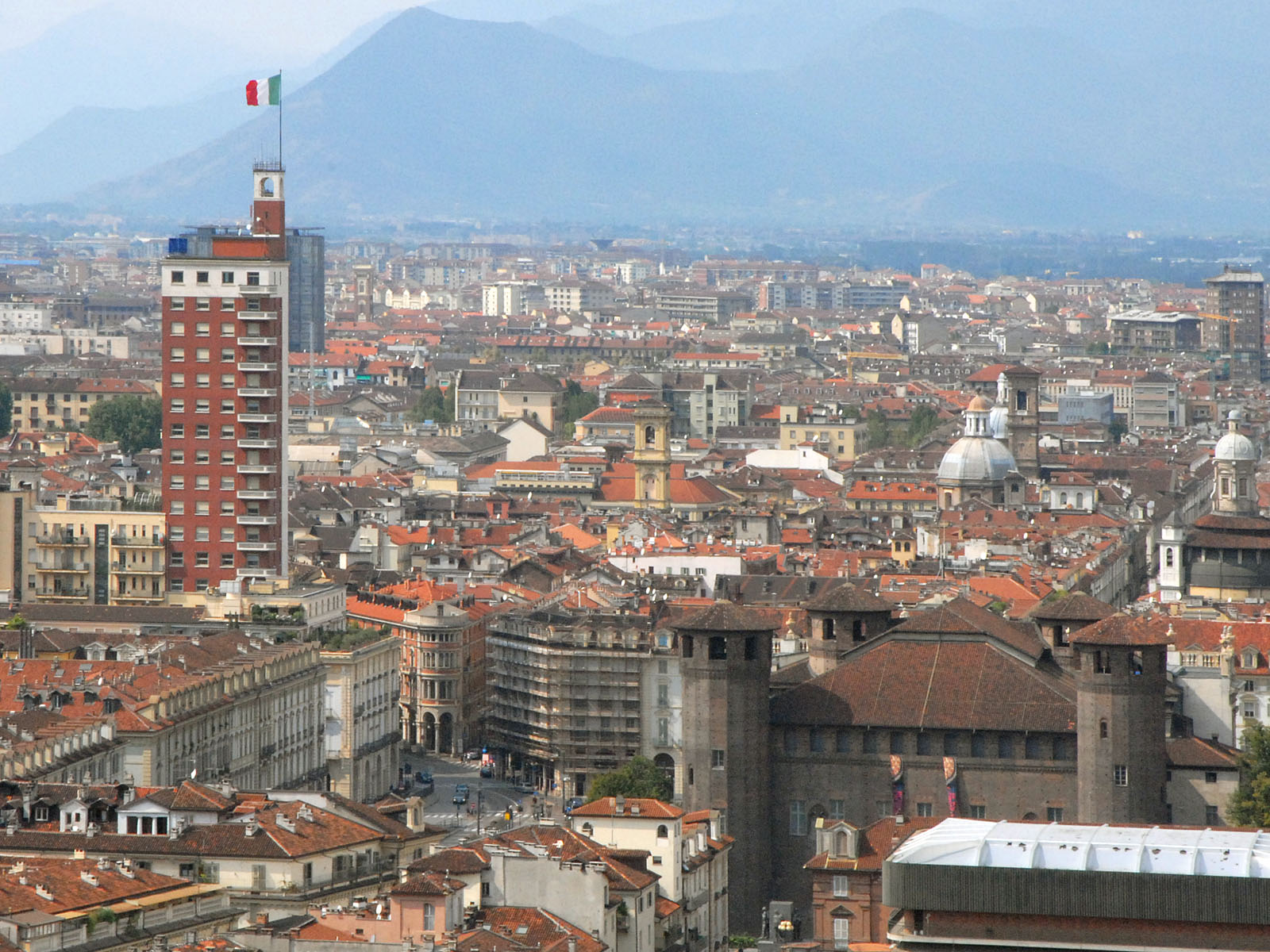
La Torre Littoria vista desde la Mole Antonelliana, con la Piazza Castello en primer plano.

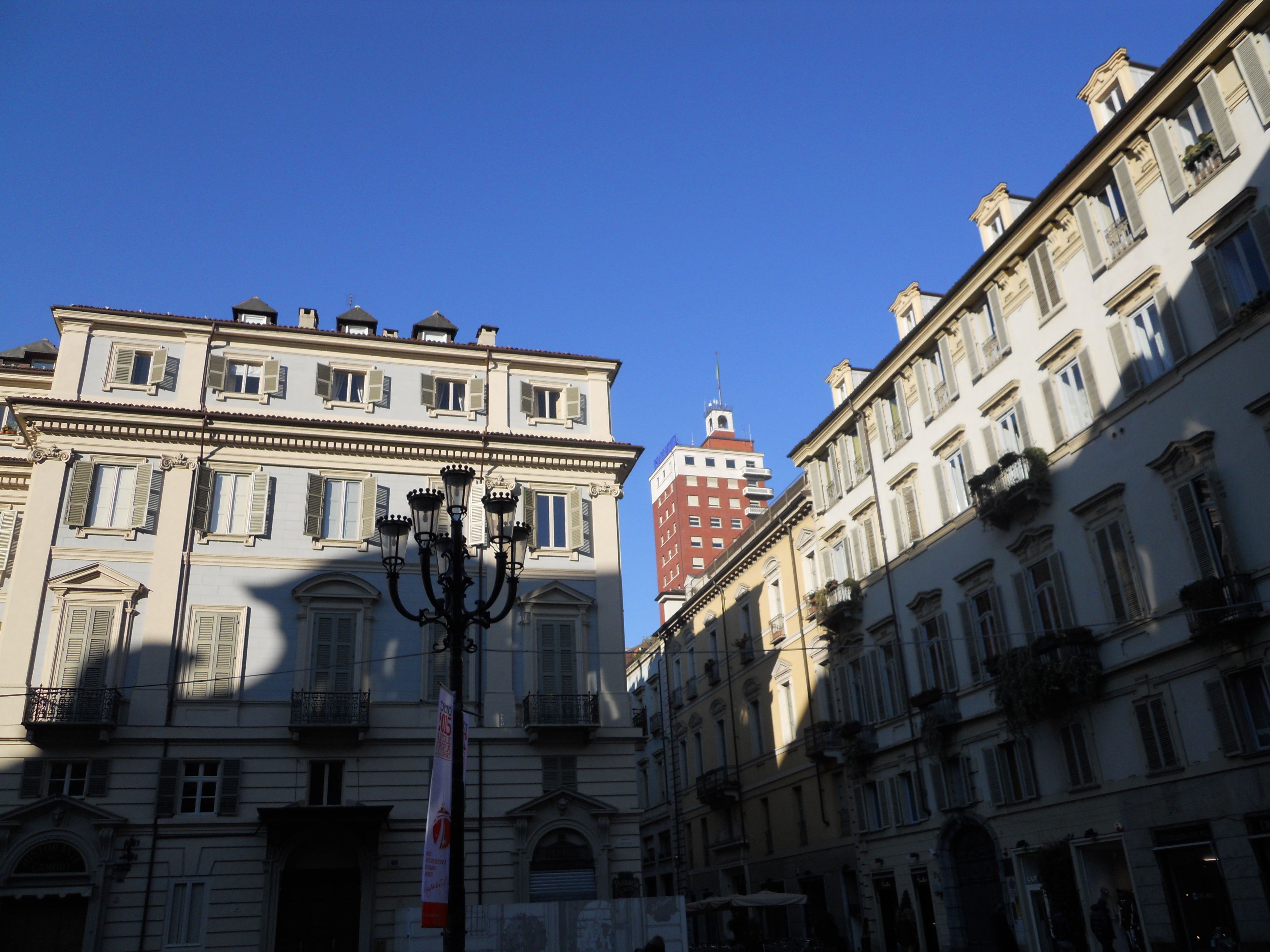
La Torre Littoria vista desde la Piazza Carignano.

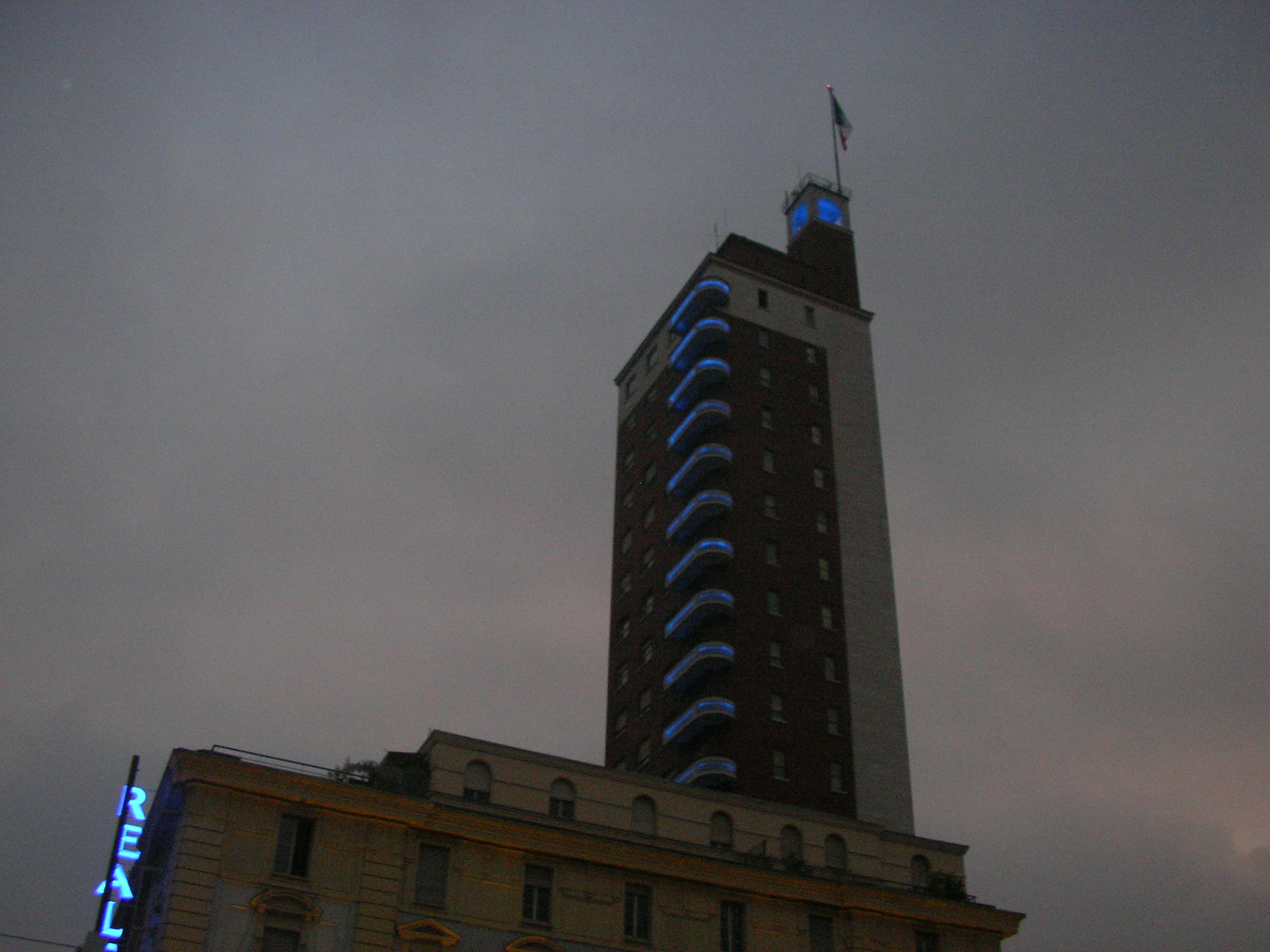
La Torre Littoria iluminada una tarde de noviembre.

La ubicación inicial del edificio debía ser la Piazza XVIII Dicembre, donde se construyó en los años sesenta el Grattacielo Rai. Finalmente se escogió su ubicación actual, probablemente debido a las obras de la Via Roma, pero quizás también por el deseo de contraponerse simbólicamente al poder monárquico, representado históricamente por los edificios barrocos de los Saboya presentes en la adyacente Piazza Castello. El edificio se construyó con la intención de albergar, entre otras oficinas, la sede central del PNF. En realidad nunca lo fue y se convirtió en propiedad de la Reale Mutua Assicurazioni, sociedad que financió casi la totalidad de la construcción y que todavía hoy es la propietaria del edificio, como testimonia el gran letrero de esta aseguradora que hay en la cima del edificio.
El proyecto nació en 1933 de la colaboración entre el arquitecto Armando Melis de Villa y el ingeniero Giovanni Bernocco: una colaboración probada porque fueron los mismos autores de la sede de la Reale Mutua Assicurazioni. Fue elaborado y aprobado en muy poco tiempo, y su construcción se caracterizó por su ritmo frenético, no interrumpido ni siquiera por la noche, que hizo que se completara el edificio en 1934.

## Características
El edificio es un claro ejemplo del racionalismo italiano con algunas alusiones al expresionismo alemán.
Está situado en la manzana Sant'Emanuele, en la época núcleo de la reestructuración urbanística del primer tramo de la Via Roma. Esta manzana forma un contexto único con parte de un edificio preexistente de Piazza Castello y otra parcela de estilo ecléctico hacia la Via Roma, construida en 1933.
El edificio representó una concentración de innovaciones tecnológicas y vanguardistas para la época por el uso de materiales innovadores (ladrillo de vidrio, clínker y linóleo) y por ser el primer edificio italiano con estructura portante metálica electrosaldada, típica de los rascacielos. Por este motivo, en numerosos textos de arquitectura se le considera el primer rascacielos de Italia. Esta primacía la contrapone con el símbolo por excelencia del Turín del siglo XIX, la Mole Antonelliana, que ostenta dos récords: el edificio más alto de la ciudad y la estructura de mampostería más alta del mundo.
El edificio ocupa poco más de dos tercios de la manzana y se compone de un cuerpo bajo de nueve plantas situado a lo largo de la Via Giambattista Viotti hasta la Via Cesare Battisti, coronado por el cuerpo vertical de la torre. En el lado norte, hacia la Piazza Castello la torre se une al edificio antiguo con pórticos que cumplen la tarea, tan necesaria como discutida, de adaptarse al entorno barroco de la plaza.
En la planta octava está el punto de intersección con la torre que, a diferencia de lo que preveía el proyecto original, alberga una terraza que pertenece al correspondiente apartamento. Desde aquí se eleva el cuerpo de la torre hasta alcanzar los 87 metros de altura, pero la antena metálica que la corona hace que el edificio alcance los 109 metros de altura total. Tiene un total de 19 plantas, con un apartamento cada una.
Las fachadas laterales en la Via Giambattista Viotti y la Via Cesare Battisti mantienen los mismos elementos característicos de la torre, marcando la horizontalidad con molduras de yeso claro alternadas con amplias ventanas en las bandas de ladrillo rojo. Destacan las terrazas angulares presentes en la fachada este de la torre, que exhiben un amplio uso de ladrillos de vidrio y formas redondeadas semejantes a las de la fachada posterior, en la esquina de la Via Giambattista Viotti y la Via Cesare Battisti.
Estas terrazas se han iluminado desde 2011 con franjas de luz azul que recorren su perímetro exterior.

## Consideraciones
Muchos están de acuerdo en que el edificio, pese a ser uno de los mejores ejemplos del racionalismo italiano, no se integra en el diseño regular y elegante de la Piazza Castello, que constituye un espléndido testimonio de la arquitectura barroca. Por esta razón los turineses han denominado al edificio con varios apodos, entre ellos el dedo del Duce (en italiano: “il dito del Duce”, en piemontés: ël dil dël Dus), el puñetazo en el ojo (en italiano, el “pugno nell’occhio”), il telefonino y también la torre arrogante. 

El edificio es una codiciada sede de oficinas, estudios profesionales, exclusivos apartamentos privados y residencia de personajes notables de la ciudad e Turín.

## Actuaciones futuras
Hay un proyecto en fase de aprobación que pretende hacer público el acceso a parte de la Torre Littoria, mediante la realización de una exclusiva cafetería en la planta diecinueve, un restaurante en la planta octava y explotando también la gran terraza hacia la Piazza Castello. Desde 2012 se especula sobre la instalación de un ascensor exterior de uso turístico para alcanzar la cima del edificio.